# Cataglyphis hispanicus
Cataglyphis hispanicus é uma espécie de inseto do gênero Cataglyphis, pertencente à família Formicidae.